# Wolfgang van Vliet

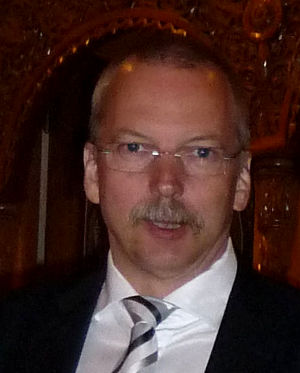
Wolfgang van Vliet, 2009

Wolfgang van Vliet (* 20. März 1958 in Leeuwarden) ist ein deutscher Politiker (SPD).
Geboren im niederländischen Leeuwarden kam van Vliet bereits als Baby ins pfälzische Haßloch und schließlich nach Ludwigshafen am Rhein. Dort absolvierte er 1975 das Abitur am Carl-Bosch-Gymnasium und studierte dann Jura an der Universität Mannheim sowie Russisch und Englisch am Dolmetscherinstitut der Universität Heidelberg. Von 1990 bis 2003 hatte er eine Rechtsanwaltskanzlei in Ludwigshafen.
Van Vliet trat mit 16 Jahren in die SPD ein und war Vorsitzender der Jusos. Von 1984 bis 1989 gehörte er erstmals dem Stadtrat von Ludwigshafen am Rhein an. 1990 wurde er Vorsitzender des SPD-Ortsvereins von Ludwigshafen-Nord/Hemshof. 1999 wurde er erneut in den Stadtrat gewählt, wo er 2002 stellvertretender Vorsitzender der SPD-Fraktion wurde. 2003 wurde er Beigeordneter für Soziales, Integration und Sport. 2006 wurde van Vliet zum Vorsitzenden der Ludwigshafener SPD gewählt. In diesem Amt wurde er 2014 von David Guthier abgelöst. Für seine Partei kandidierte er 2009 für das Amt des Oberbürgermeisters, unterlag aber gegen Amtsinhaberin Eva Lohse mit 37,6 Prozent. 2010 wurde er vom Stadtrat zum Bürgermeister und damit ersten Stellvertreter der Oberbürgermeisterin gewählt. Van Vliet trat sein Amt am 1. Juli 2011 an und übte es bis Ende 2017 aus. Seit Januar 2018 leitet er die GAG Ludwigshafen.